# Porvenir, Chile
Porvenir este un târg și comună din provincia Tierra del Fuego, regiunea Magallanes, Chile, cu o populație de 5.907 locuitori (2012) și o suprafață de 6982,6 km2.